# Tasmansk djävul
Tasmansk djävul eller pungdjävul (Sarcophilus harrisii) är ett köttätande pungdjur. Det placeras ensamt i släktet Sarcophilus och förekommer endast på ön Tasmanien. Djuret har storlek som en mindre hund, är kraftig och muskulös och har svart päls.
Arten har ett ytterst högljutt och skrikande läte samt är ett av de rovdjur som har det kraftfullaste bettet, mätt i förhållande till kroppsmassan. Den har ett aggressivt temperament och avger en stank när den blir stressad. Det är dessa egenskaper som gett arten dess namn.
Från pleistocen är ytterligare en art av släktet känd, Sarcophilus laniarius.

## Utseende
Den tasmanska pungdjävulen är det största kvarlevande köttätande pungdjuret. Dess kropp är mycket kompakt med ett stort huvud och en tämligen liten bakdel. Pälsen är vanligtvis svart med några oregelbundna vita fläckar. De yttre öronens framsida och nosen är nästan nakna och huden där har en rosa färg. Den tjocka svansen är täckt med svarta hår. Arten har fem tår på framtassarna och fyra tår på bakfötterna som alla är utrustade med klor som inte kan dras in.
Hannen är normalt större än honan och väger upp till cirka 12 kg (även om den normalt sett väger mellan 7 och 9 kg). Stora hannar är cirka 30 cm höga över nacken. Honornas vikt varierar mellan 4 och 8 kg. Individer av bägge kön når en kroppslängd (huvud och bål) av 53 till 80 cm och en svanslängd av 23 till 30 cm.

## Utbredning och habitat
Arten är idag endemisk för Tasmanien och förekommer över nästan hela ön. För cirka 450 år sedan, före européernas ankomst på kontinenten, fanns pungdjävulen även på Australiens fastland. Den utrotades där troligen av aboriginer och dingon. Under 1800- och 1900-talen gjordes flera försök att introducera arten på mindre öar nära Tasmaniens och Australiens kustlinjer men ingen av dessa populationer har överlevt.
Pungdjävulen vistas i alla naturliga habitat som förekommer på Tasmanien och den uppsöker även jordbruksmark. Arten undviker däremot öppna gräsmarker och föredrar istället skogar och buskiga hedområden. Vid kolonier av havsfåglar och i områden med mycket jordhålor skapade av andra djur är beståndet tätare.

## Ekologi
Den tasmanska pungdjävulen är skymnings- och nattaktiv, och tillbringar dagarna i täta busksnår eller håligheter. Ofta fodras det tillfälliga boet med gräs, bark och löv. Pungdjävulen vistas främst på jordig mark men den kan klättra i klippiga områden. Den är ett rovdjur som kan ta bytesdjur så stora som en liten vallaby, men i praktiken tar den vara på det som bjuds och äter oftare kadaver än jagar levande bytesdjur. Den röjer undan alla spår av ett kadaver i och med att den, förutom allt kött och alla inälvor, även slukar huden, pälsen och alla ben. Den animaliska födan kompletteras med en mindre mängd växtmaterial.
Pungdjävulen rör sig vanligen cirka 3 km per natt men under vissa nätter kan den vandra 16 km. Utanför parningstiden lever individerna allmänt ensamma och bara vid platser med god tillgång på föda kan det finnas flera pungdjävlar samtidigt. Arten är svår att få syn på men den observeras ofta genom sina ljudliga läten och när en grupp tasmanska pungdjävlar slukar ett rov kan det höras på flera kilometer.
Honor får vanligen bara en kull per år och parningen sker oftast mellan januari och mars. När parningen misslyckas eller när ungarna dör kan honor bli parningsberedda igen under samma säsong. Dräktigheten varar cirka 31 dagar varpå det föds två till fyra ungar. Fostren väger bara 0,18 till 0,29 gram och kravlar till moderns pung (marsupium) som sedan slutes helt. Där diar ungarna ungefär 105 dagar vid en av de fyra spenarna. Därefter öppnar sig pungen igen och ungarna börjar vistas utanför. Efter cirka åtta månader slutar honan helt med digivning.
Under andra levnadsåret blir ungarna könsmogna. Pungdjävlar kan bli något över åtta år, men de flesta blir bara fem eller sex år gamla.

## Pungdjävul och människan

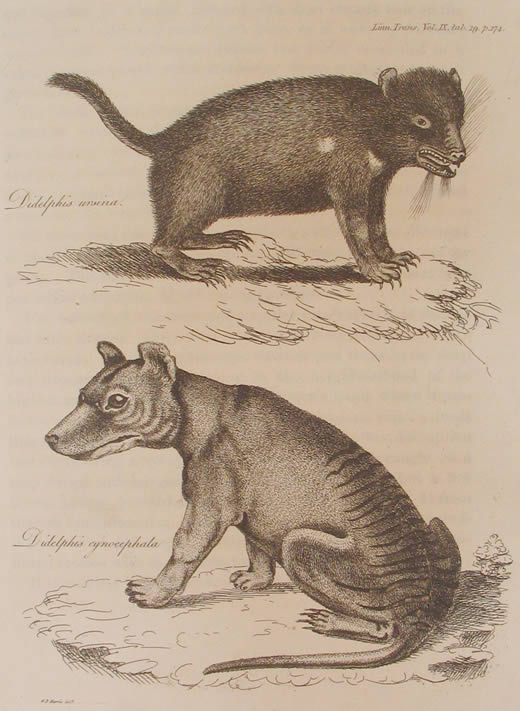
Teckning av Harris med pungdjävul (ovan) och pungvarg (nedan).

Eftersom den tasmanska pungdjävulen tar hand om kadaver, uppskattas den av bönderna. Detta beteende förhindrar spridningen av insekter, som annars skulle kunna skada boskapen.
Det vetenskapliga släktnamnet är bildat av de gammalgrekiska orden sarx eller sarkos (kött) och philos (älskande). Artepitet hedrar den australiska naturforskaren George Prideaux Robert Harris som 1808 gjorde en enkel beskrivning av arten.

### Hot och status
Tasmanien har under lång tid varit den sista fristaden för större köttätande pungdjur. Alla stora köttätande pungdjur var utrotade på kontinentala Australien redan en kort tid efter människans ankomst, och endast de minsta och mest anpassningsbara arterna överlevde. Fynd har visat att pungdjävulen fortfarande förekom på kontinentala Australien fram till för ungefär 600 år sedan. En orsak till utrotningen var införandet av dingon, som följde med handelsmän från öarna norr om Australien för cirka 5 000 år sedan.
Pungdjävulen har länge varit hotad på Tasmanien, vilket 1941 resulterade i en lag för att skydda arten. Arten har ändå minskat, bland annat på grund av en cancersjukdom, och 2010 uppskattade man beståndet till 15 000 individer. På grund av detta kategoriseras den som starkt hotad (EN) av IUCN.

### I kulturen
Den tasmanska pungdjävulen har stått modell för den fiktiva figuren Taz i den amerikanska animerade serien Looney Tunes. Den liknar i viss mån originalet till utseendet, men mindre bra vad gäller beteendet.

## Olika namn
Arten har på svenska traditionellt benämnts pungdjävul, inklusive hos Nationalencyklopedin samt i de populärvetenskapliga standardverken All världens däggdjur (1964) och IPC stora djurlexikon 2 (1975). Benämningen tasmansk djävul har på senare år blivit vanligare, vilket även speglar artens vanliga trivialnamn på engelska – Tasmanian devil. Ibland kan man på svenska se det kombinerade namnet tasmansk pungdjävul.